# Kohaku

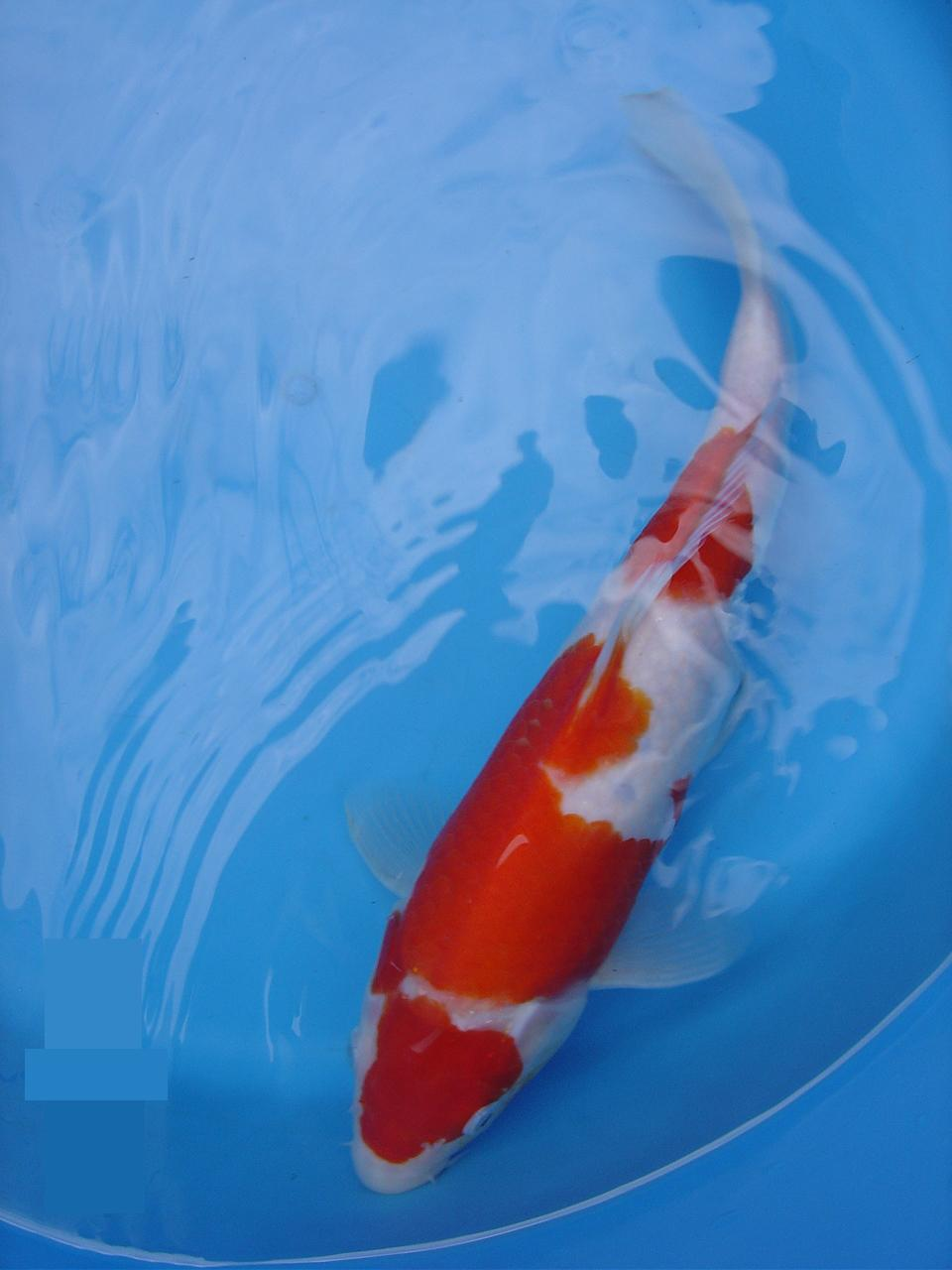
Tosai Tategoi Kohaku

Een Kohaku is een witte Koi met rode patronen. Haar sierlijke eenvoud heeft de Kohaku, dat in het Japans amber betekent, tot de bekendste, populairste en meest gewaardeerde koivariëteit gemaakt. Samen met de Taisho Sanshoku (Sanke) en Showa Sanshoku (Showa) behoort de Kohaku tot de Go-Sanke groep. Wat beoordelingscriteria betreft, is de Kohaku-standaard op vrijwel alle andere variëteiten van betrekking.

## Beoordeling
De witte basiskleur van een Kohaku moet volgens de officiële richtlijnen sneeuwwit zijn. Onzuiverheden en imperfecties worden zwaar aangerekend. De rode patronen van de Kohaku moeten vooral gelijk van kwaliteit, helder en 'dik' zijn. Verder moet het patroon als geheel in balans zijn. Een Koi moet namelijk vooral rust en sereniteit uitstralen. De voorkeur wordt gegeven aan een klein aantal grote patronen die zich uitstrekken van de kop tot net iets voor de staartaanzet.

## Geschiedenis
Tussen 1804 en 1829 verschenen er voor het eerst rode en witte Koi in Japan. Na verscheidene selectieprocedures ontstonden er een aantal patronen, waaronder Zinkaburi, Menkaburi, Kuchibeni en Sarasa. Vooral in de Niigata-prefectuur boekte men flinke vorderingen met de Kohaku. Waarschijnlijk omstreeks 1888 werden de eerste fundamenten voor de Kohaku-bloedlijnen gelegd door de heer Gosuke.